# Menhir von Kirklandhill

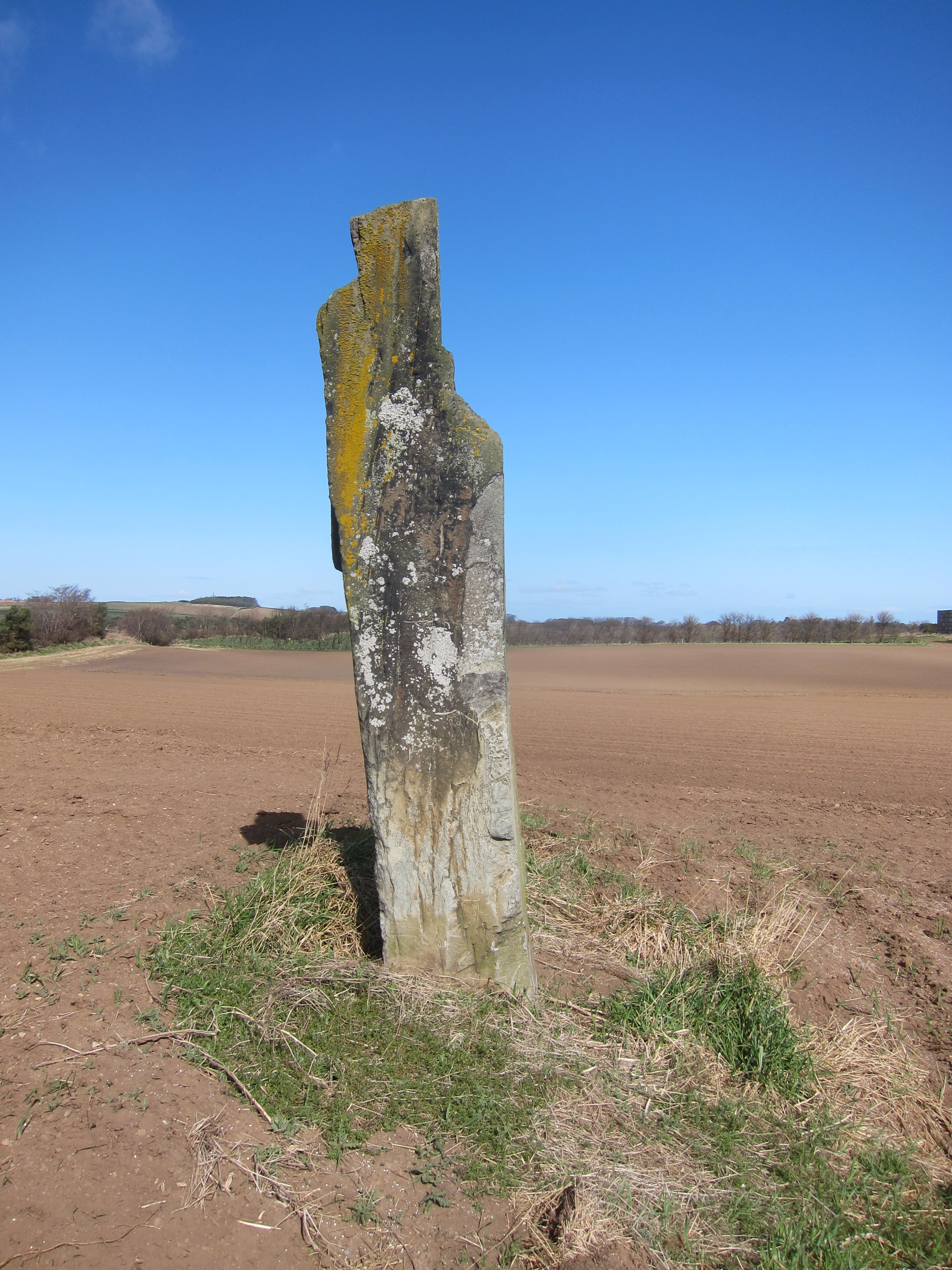
Menhir von Kirklandhill

Der Menhir von Kirklandhill befindet sich auf einem bebauten Feld an der A198, etwa 300 m südwestlich der Kirklandhill Farm, bei Tyninghame, westlich von Dunbar in East Lothian in Schottland. 
Der 3,36 m hohe Menhir (englisch Standing stone) hat einen etwa quadratischen Querschnitt. Seine Seiten sind in Bodennähe etwa 0,5 m lang.
Etwa 3,7 km westlich steht, an der A 199, der etwa 3,0 m hohe dreieckige Menhir Pencraig Hill oder Pencraig Brae.